# Flersändning

I multicast når informationen endast de datorer som vill lyssna på informationen

Om broadcast används, måste alla lyssna på informationen, vilket kan leda till överbelastning

Flersändning, multisändning, vanligen betecknat multicast, är inom datorkommunikation en gruppsändning av information till en grupp noder samtidigt, men inte till alla i ett nätverk. Strategin som används är effektiv, detta genom att informationen skickas endast en gång på varje länk i nätverket, och kopior av informationen skapas endast när länken delas upp för olika slutdestinationer. På internet och större intranät är det fortfarande mycket ovanligt att flersändning fungerar, däremot fungerar det för det mesta mycket bra i lokala nätverk. När flersändning fungerar i stora nätverk används det oftast till IPTV och som ett konferensprotokoll.
För att lyssna på flersändningar måste man alltså skilja på flersändning som skickas över internet och den som skickas över lokala nätverk. På lokala nätverket är det switcharna som måste stödja flersändning, men på internet måste dirigeringsprotokollen och den som driver nätverket stödja flersändning.

## Flersändningsdirigering
För att kunna flersända över internet så behöver man använda sig av speciell dirigering för flersändning. Det vanligaste dirigeringsprotokollet är PIM-SM, Protocol Independent Multicast Sparse Mode. På samma teknik bygger Core-Based Trees. Den andra tekniken för att dirigera flersändningar är Dense Multicast som används i PIM-DM, MOSPF och DVRP.

## Flersändningsprotokoll
Multicastprotokoll finns utvecklade specifikt för olika typer av datornätverk:
- IP-multicast. Se nedan.
- Ethernet. Se nedan.
- Multimedia Broadcast Multicast Service (MBMS) för 3G/UMTS-mobilnät
- Enhanced MBMS (eMBMS) för 4G/LTE-mobilnät

Konceptet flersändning kan även tillämpas på applikationslagret, även om det underliggande nätverket använder enkelsändning, exempelvis:
- Internet Relay Chat
- NNTP
- PSYC
- Peercasting genom peer-to-peer-teknik

## IP-flersändning
De IP-adresser som används för flersändning vid IP-version 4 är 224.0.0.0-239.255.255.255 (alltså de börjar med bitarna '1110', motsvarande det äldre begreppet klass D). För att skicka på internet kan man ansöka om ett IP-nummer från IANA eller använda GLOP-adresser, för lokala nätverk använder man adresser som börjar på 224.*.
Vid IP version 4 krävs särskilda multicastroutrar som stödjer flersändning. 
I IP version 6 ingår flersändning som standard för routrar.

## Flersändning på Ethernet
För att switchar ska kunna stödja flersändning måste man konvertera flersändning till ethernetadresser, och de måste kunna tyda och hantera IGMP-meddelanden som har med flersändning att göra. Detta gör att flersändningsswitchar är mer komplicerade än vanliga, man talar om  Layer-3-switchar.
För att nå en IPv4-flersändningsgrupp mappar man de 23 lägsta bitarna till en MAC-adress, alltså kommer flersändningsadresserna att sträcka sig mellan 01-00-5e-00-00-00 och 01-00-5e-7f-ff-ff:
I IPv6 använder man ett liknande system, fast man överlåter hela 32 bitar till flersändningsadresser i ethernetadresser som börjar med 33-33

## Stora IPv4-nätverk som använder flersändning
- Mbone forskningsnät i USA
- SUNET Sveriges universitetsnätverk
- Telia bara för IPTV